# 中国共产党第十八届中央委员会
中国共产党第十八届中央委员会由中国共产党第十八次全国代表大会于2012年11月15日选举产生，委员205名、候补委员171名。

## 机构设置
除中国共产党中央军事委员会以外，中国共产党第十八届中央委员会设置下列机构（如無特別註明，均為正部級單位）：

### 工作机关
- 中国共产党中央委员会办公厅

#### 职能部门
- 中国共产党中央委员会组织部
- 中国共产党中央委员会宣传部
- 中国共产党中央委员会统一战线工作部
- 中国共产党中央委员会对外联络部
- 中国共产党中央委员会政法委员会

#### 办事机构
- 中共中央政策研究室
- 中共中央对外宣传办公室（？年撤销）
- 中央财经领导小组办公室
- 中央机构编制委员会办公室
- 中央外事工作领导小组办公室
- 中共中央台湾工作办公室
- 中央网络安全和信息化领导小组办公室
- 中央国家安全委员会办公室（2014年增设）
- 中央军民融合发展委员会办公室（2017年增设）
- 中央防范和处理邪教问题领导小组办公室

（中央政策研究室加挂中央全面深化改革领导小组办公室牌子。中央对外宣传办公室加挂国务院新闻办公室牌子。中央全面依法治国领导小组办公室设在司法部。中央精神文明建设指导委员会办公室设在中央宣传部，由中央宣传部代管。中央网络安全和信息化领导小组办公室与国家互联网信息办公室一个机构两块牌子。中共中央台湾工作办公室与国务院台湾事务办公室一个机构两块牌子。中央防范和处理邪教问题领导小组办公室与国务院防范和处理邪教问题领导小组办公室，一个机构两块牌子。）

#### 派出机关
- 中国共产党中央委员会中央直属机关工作委员会
- 中国共产党中央委员会中央国家机关工作委员会
- 中国共产党中央委员会香港工作委员会
- 中国共产党中央委员会澳门工作委员会

（中共中央香港工作委员会与中央人民政府驻香港特别行政区联络办公室，中共中央澳门工作委员会与中央人民政府驻澳门特别行政区联络办公室，一个机构两块牌子，列入中共中央直属机关序列。）

### 直属事业单位
- 中国共产党中央委员会党校
- 中共中央党史研究室
- 中共中央文献研究室
- 中共中央编译局
- 《人民日报》社
- 《求是》杂志社（副部級）
- 《光明日报》社（副部級）
- 中国浦东干部学院（副部級）
- 中国井冈山干部学院（副部級）
- 中国延安干部学院（副部級）
- 中央社会主义学院

### 中共中央直屬機關的下属机构
- 中央档案馆（副部級），由中央辦公廳管理
- 中央保密委员会办公室（副部級），由中央辦公廳管理
- 中央密码工作领导小组办公室（副部級），由中央辦公廳管理
- 中共中央直属机关事务管理局（副部级），由中央办公厅管理

（中央档案馆與国家档案局、中央保密委员会办公室與国家保密局、中央密码工作领导小组办公室與国家密码管理局，一个机构两块牌子）

## 中央委员会委员

### 中央政治局委员
2012年11月15日上午，中国共产党第十八届中央委员会第一次全体会议选举产生中共第十八届中央政治局委员25人、常委7人。
| 排名 | 肖像 姓名 | 党职                                                              | 公职                                                | 分工 |
| ---- | --------- | ----------------------------------------------------------------- | --------------------------------------------------- | --- |
| 1    | 习近平    | 中共中央总书记 中共中央政治局常委 中共中央军委主席                | 中华人民共和国主席 中华人民共和国中央军事委员会主席 | 中央国家安全委员会主席 中央全面深化改革领导小组组长 中央财经领导小组组长 中央外事/国安工作领导小组组长 中央对台工作领导小组组长 中央网络安全和信息化领导小组组长 中央军委深化国防和军队改革领导小组组长 中央军委联合作战指挥部总指挥 中央军民融合发展委员会主任                |
| 2    | 李克强    | 中共中央政治局常委 国务院党组书记                                 | 中华人民共和国国务院总理                            | 中央国家安全委员会副主席 中央全面深化改革领导小组副组长 中央财经领导小组副组长 中央机构编制委员会主任 国家国防动员委员会主任 国家能源委员会主任 中共中央网络安全和信息化领导小组副组长 中央军民融合发展委员会副主任                                                            |
| 3    | 张德江    | 中共中央政治局常委 全国人大常委会党组书记                         | 全国人民代表大会常务委员会委员长                    | 中央国家安全委员会副主席 中央港澳工作协调小组组长 中央修改国家宪法工作领导小组组长 |
| 4    | 俞正声    | 中共中央政治局常委 全国政协党组书记                               | 中国人民政治协商会议全国委员会主席                  | 中央统一战线工作领导小组组长 中央西藏工作协调小组组长 中央新疆工作协调小组组长 中央对台工作领导小组副组长 |
| 5    | 刘云山    | 中共中央政治局常委 中共中央书记处书记（排名第1） 中共中央党校校长 |                                                     | 中央精神文明建设指导委员会主任 中央全面深化改革领导小组副组长 中央宣传思想工作领导小组组长 中央党的建设工作领导小组组长 中央党的群众路线教育实践活动领导小组组长 中央机构编制委员会副主任 中央网络安全和信息化领导小组副组长 中央财经领导小组成员 中央军民融合发展委员会副主任 |
| 6    | 王岐山    | 中共中央政治局常委 中共中央纪委书记                               |                                                     | 中央党的建设工作领导小组副组长 中央巡视工作领导小组组长 中央深化国家监察体制改革试点工作领导小组组长 |
| 7    | 张高丽    | 中共中央政治局常委 国务院党组副书记                               | 中华人民共和国国务院副总理 （排名第1）              | 中央全面深化改革领导小组副组长 国家能源委员会副主任 国务院食品安全委员会主任 中央财经领导小组成员 中央军民融合发展委员会副主任兼办公室主任 第24届冬奥会工作领导小组组长 |

| 姓氏笔画数 | 肖像 姓名                    | 党职                                                                                     | 公职                                                              | 分工 |
| ---------- | ---------------------------- | ---------------------------------------------------------------------------------------- | ----------------------------------------------------------------- | --- |
| 3          | 马 凯                        | 中共中共中央政治局委员 国务院党组成员                                                    | 中华人民共和国国务院副总理 （排名第4）                            | 負責中歐、中法、中英、中德經濟對話 主管工业、交通、金融和人力资源社会保障工作的副总理 国务院安全生产委员会主任 国务院农民工工作领导小组组长 国务院促进中小企业发展工作领导小组组长                                                              |
| 4          | 王沪宁                       | 中共中央政治局委员 中共中央政策研究室主任                                                |                                                                   | 中央全面深化改革领导小组办公室主任 中央修改国家宪法工作领导小组副组长 |
| 6          | 刘延东 （女）                | 中共中央政治局委员 国务院党组成员                                                        | 中华人民共和国国务院副总理 （排名第2）                            | 中央精神文明建设指导委员会副主任 主管教、科、文、卫、体工作的副总理 国家科技教育领导小组副组长 国务院深化医药卫生体制改革领导小组组长 国务院防治艾滋病工作委员会主任 国务院学位委员会主任 国务院妇女儿童工作委员会主任 中国足球改革领导小组组长 |
| 6          | 刘奇葆                       | 中共中央政治局委员 中共中央书记处书记（排名第2） 中共中央宣传部部长                      |                                                                   | 中央文化体制改革和发展工作领导小组组长 中央精神文明建设指导委员会副主任 中央宣传思想工作领导小组副组长 中央宣传思想工作领导小组副组长 |
| 6          | 许其亮 空军上将              | 中共中央政治局委员 中共中央军委副主席                                                    | 国家中央军委副主席 （排名第2）                                    | 中央军委深化国防和军队改革领导小组常务副组长 中央军委巡视工作领导小组组长 |
| 6          | 孙春兰 （女）                | 中共中央政治局委员 中共天津市委书记 （2014年12月免） 中共中央统战部部长 （2014年12月起） | 中华海外联谊会会长 （2015年8月起）                                | 中央统战工作领导小组副组长 （2015年7月起） 中央港澳工作协调小组副组长 |
| 6          | 孙政才 （2017年9月开除党籍） | 中共中央政治局委员 中共重庆市委书记 （2017年7月免）                                      |                                                                   | |
| 7          | 李建国                       | 中共中央政治局委员 全國人大常委會黨組副書記                                              | 全国人民代表大会常务委员会副委员长 （排名第1） 中华全国总工会主席 | |
| 7          | 李源潮                       | 中共中央政治局委员                                                                       | 中华人民共和国副主席 中國紅十字會名譽會長                         | 中央外事工作领导小组副组长 中央港澳工作协调小组副组长 |
| 7          | 汪 洋                        | 中共中央政治局委员 国务院党组成员                                                        | 中华人民共和国国务院副总理 （排名第3）                            | 主管农林、水利和商务、旅游工作的副总理 負責中美經濟對話 中央农村工作领导小组组长 国家防汛抗旱总指挥部总指挥 国务院抗震救灾指挥部指挥长 国务院扶贫开发领导小组组长 国务院食品安全委员会副主任                                                    |
| 7          | 张春贤                       | 中共中央政治局委员 新疆维吾尔自治区党委书记 （2016年8月免）                              |                                                                   | 中央新疆工作协调小组副组长 中央党的建设工作领导小组副组长 （2016年8月起） |
| 8          | 范长龙 上将                  | 中共中央政治局委员 中共中央军委副主席                                                    | 国家中央军委副主席 （排名第1）                                    | 中央军委深化国防和军队改革领导小组副组长 |
| 8          | 孟建柱                       | 中共中央政治局委员 中共中央政法委书记                                                    |                                                                   | 中央全面深化改革领导小组成员 中央国家安全委员会常务委员 中央社会治安综合治理委员会主任 中央维护稳定工作领导小组组长 中央防范和处理邪教问题领导小组组长                                                                                          |
| 9          | 赵乐际                       | 中共中央政治局委员 中共中央书记处书记（排名第3） 中共中央组织部部长                      |                                                                   | 中央人才工作协调小组组长 中央党的建设工作领导小组副组长 中央巡视工作领导小组副组长 延安干部学院院长 浦东干部学院院长 井冈山干部学院院长 |
| 9          | 胡春华                       | 中共中央政治局委员 中共广东省委书记                                                      |                                                                   | |
| 10         | 栗战书                       | 中共中央政治局委员 中共中央书记处书记（排名第4） 中直机关工委书记 中共中央办公厅主任     |                                                                   | 中央国家安全委员会办公室主任 中央保密委员会主任 中央修改国家宪法工作领导小组副组长 |
| 10         | 郭金龙                       | 中共中央政治局委员 中共北京市委书记 （2017年5月免）                                      |                                                                   | 中央精神文明建设指导委员会副主任 （2017年5月任） |
| 12         | 韩 正                        | 中共中央政治局委员 中共上海市委书记                                                      |                                                                   | |

### 中央书记处书记
中央书记处书记共7人，他们是：刘云山、刘奇葆、赵乐际、栗战书、杜青林、赵洪祝、杨晶。
| 排 序 | 姓 名  | 入党时间   | 兼任职务                                                    | 备 注    |
| 1     | 刘云山 | 1971年1月  | 中央政治局常委、中央党校校长 中央文明委主任、中央编委副主任 | 连任     |
| 2     | 刘奇葆 | 1971年12月 | 中央政治局委員、中央宣传部部長                              | 首次入选 |
| 3     | 赵乐际 | 1975年7月  | 中央政治局委員、中央组织部部长                              | 首次入选 |
| 4     | 栗战书 | 1975年4月  | 中央政治局委員、中央办公厅主任                              | 首次入选 |
| 5     | 杜青林 | 1966年3月  | 全国政协副主席                                              | 首次入选 |
| 6     | 赵洪祝 | 1969年8月  | 中央纪委副书记                                              | 首次入选 |
| 7     | 杨 晶  | 1976年8月  | 国务委员兼国务院秘书长                                      | 首次入选 |

## 历次全体会议

### 一中全会
中国共产党第十八届中央委员会第一次全体会议（中共十八届一中全会）于2012年11月15日上午在北京举行，选举产生了中共第十八届中央领导机构。出席会议的有中央委员205人、候补中央委员171人。中央纪律检查委员会委员列席会议。本次会议选举了中国共产党中央政治局委员、中国共产党中央政治局常务委员会委员、中国共产党中央委员会总书记；根据中央政治局常务委员会的提名，通过了中共中央书记处成员，决定了中共中央军事委员会组成人员；批准了第十八届中央纪律检查委员会第一次全体会议选举产生的书记、副书记和常务委员会委员人选。

### 二中全会
中国共产党第十八届中央委员会第二次全体会议（简称中共十八届二中全会）于2013年2月26日至28日在北京举行。其中中央委员204人，中央候补委员168人出席了此次会议。

### 三中全会
中国共产党第十八届中央委员会第三次全体会议（简称中共十八届三中全会）于2013年11月9日至12日在北京京西宾馆召开，共有中共中央委员204人、中共中央候补委员169人出席。中央政治局在会上向中央委员会报告了工作；会议还研究了全面深化改革的一些问题。

### 四中全会
中国共产党第十八届中央委员会第四次全体会议（简称中共十八届四中全会或党的十八届四中全会）于2014年10月20日至23日在北京召开。全会听取和讨论了中国共产党中央委员会总书记习近平受中央政治局委托向中国共产党第十八届中央委员会作的工作报告，审议通过了《中共中央关于全面推进依法治国若干重大问题的决定》。

### 五中全会
中国共产党第十八届中央委员会第五次全体会议（简称中共十八届五中全会）于2015年10月26日到29日在中华人民共和国首都北京京西宾馆召开，会议主要涉及“十三五规划”。会议通过《中共中央关于制定国民经济和社会发展第十三个五年规划的建议》。

### 六中全会
中国共产党第十八届中央委员会第六次全体会议（简称中共十八届六中全会）于2016年10月24日到27日在北京京西宾馆召开。中共中央政治局9月27日召开会议，研究“全面从严治党重大问题”。中共中央总书记习近平主持会议。会议决定，中国共产党第十八届中央委员会第六次全体会议于10月24日至27日在北京召开。

### 七中全会
中国共产党第十八届中央委员会第七次全体会议（简称中共十八届七中全会）于2017年10月11日至14日在北京召开。全会根据中共中央政治局建议，决定中国共产党第十九次全国代表大会于2017年10月18日在北京召开。